# 조수연 (방송인)
조수연(1991년 8월 23일 ~ )은 2012년 미스코리아 전북 미(美) 출신의 프리랜서 방송인이다.

## 프로필
- 출생: 1991년 8월 23일
- 신체: 173cm, 54kg, 34-24-35
- 학력: 동덕여자대학교 방송연예학과
- 수상: 2012년 미스코리아 전북 미(美)
- 취미: 여행하기, 사진찍기
- 특기: 부채춤, 현대무용
- 경력: MBN 기상캐스터 (2016.05 ~ 2021.01)

## 방송
- 채널A 건강청 사람들

| 미스코리아 전북 미(美) |               |        |
| 2011년                 | 2012년 조수연 | 2013년 |
| 정누리                 | 2012년 조수연 | 최규리 |
|                        |               |        |
|                        |               |        |